# アンガス・ラムゼイ
アンガス・イアン・ラムゼイ（英語: Angus Iain Ramsay, CBE, DSO 1946年 - ）は、イギリス陸軍の軍人。最終階級は陸軍少将（Major General）。

## 略歴
ラムゼイは1964年に王立ハイランド・フュージリア連隊に入隊。オマーン西部のドファール地方で起きたドファールの反乱ではオマーン軍の1個ライフル中隊を指揮した。1990年、最後のアルスター防衛連隊長に補職される。1992年、キプロスの主権基地領域参謀長に任命されたが、翌年1993年ボスニアの国連部隊参謀長となり、1997年にはボスニア多国籍師団 (南西)長となる。1998年、イギリス軍キプロス駐留部隊司令官および主権基地領域行政官に任じられた。2000年に退役。
家族は1987年に結婚した妻ヴィクトリア・クレア（旧姓ランヨン）の間に一男一女。